# الهيئة الحكومية الدولية المعنية بتغير المناخ
الهيئة الحكومية الدولية المعنية بتغير المناخ IPCC منظمة دولية تتبع الأمم المتحدة وتتألف من ثلاثة آلاف من علماء المناخ، وماسحي المحيطات وخبراء الاقتصاد وغيرهم. وهي الجهة العلمية النافذة في مجال دراسة الاحتباس الحراري وتأثيراته.
تأسست الهيئة الحكومية الدولية المعنية بتغير المناخ (IPCC) عام 1988 لتقديم تقديرات شاملة لحالة الفهم العلمي والفني والاجتماعي والاقتصادي لتغير المناخ وأسبابه وتأثيراته المحتملة واستراتيجيات الاستجابة لهذا التغير. وهي هيئة علمية تقوم باستعراض وتقييم أحدث المعلومات العلمية والفنية والاجتماعية – الاقتصادية المتوافرة في كافة أنحاء العالم ذات الصلة بفهم تغير المناخ.
وقد قامت الهيئة الحكومية الدولية المعنية بتغير المناخ منذ إنشائها بإعداد خمسة تقارير للتقييم. كما حازت جائزة نوبل للسلام لعام 2007م مناصفة مع آل غور بسبب مجهوداتها في دراسة ظاهرة الاحتباس الحراري.
إن الانضمام إلى الهيئة الحكومية الدولية مفتوح أمام جميع الدول الأعضاء في الأمم المتحدة والمنظمة العالمية للأرصاد الجوية. وقد بلغ عدد الدول الأعضاء في الهيئة حالياً 195 دولة. وتجتمع الهيئة كل عام مرة واحدة على الأقل في جلسات عامة على مستوى ممثلي الحكومات حيث تتخذ القرارات الرئيسية بشأن برنامج عمل الهيئة، ويُنتخب أعضاء مكتبها، بمن فيهم الرئيس. وتشارك الحكومات أيضاً في تحديد نطاق التقارير وترشيح المؤلفين وفي عملية الاستعراض وقبول وإقرار واعتماد التقارير في جلسات عامة.
 
ونظرا لأن الهيئة ذات طابع علمي وباعتبارها هيئة حكومية دولية، فإنها تمثّل فرصة فريدة لتوفير معلومات عملية دقيقة ومتوازنة لـ صانعي القرار. وبتأييد تقارير الهيئة الحكومية الدولية (IPCC)، تعترف الحكومات بمرجعية المحتوى العلمي لهذه التقارير، وبالتالي فإن عمل المنظمة يظل على صلة بالسياسات العامة ومحايداً سياسياً، ولا يكون له منظور خاص بالسياسات أبدا.

## آليات العمل
يسهم آلاف العلميين من جميع أنحاء العالم في عمل الهيئة بشكل منتظم بوصفهم مؤلفين ومساهمين ومراجعين، ولا يتقاضى أي واحد منهم مقابلاً من الهيئة. وتتخذ الهيئة قرارات رئيسية في الجلسات العامة على مستوى ممثلي الحكومات، وتضطلع أمانة مركزية للهيئة الحكومية الدولية بتقديم الدعم لعمل الهيئة.
ويوجد في الهيئة الحكومية الدولية حالياً ثلاثة أفرقة عاملة وفرقة عمل، ويساعد الأفرقة العاملة وفرقة العمل وحدات للدعم الفني الفني التي تستضيفها حكومة الدولة المتقدمة وتقدم لها الدعم المالي بصفتها الرئيس المشارك للفريق العامل/فرقة العمل. وأنشئت وحدة دعم فني لدعم العمل في التقرير التجميعي.
 
ويتعامل الفريق العامل الأول مع الأساس العلمي الفيزيائي لتغير المناخ، فيما يتعامل الفريق العامل الثاني مع آثار تغير المناخ، والتكيف معه والتأثر به، والفريق العامل الثالث مع التخفيف من آثار تغير المناخ. وتجتمع الأفرقة العاملة في جلسات عامة على مستوى ممثلي لحكومات. ويتمثل الهدف الرئيسي لفرقة العمل المعنية بالعمليات الوطنية لحصر غازات الاحتباس الحراري في وضع وتنقيح منهجية للتوزيع وإعداد التقارير بشأن الانبعاثات الوطنية لغازات الدفيئة وإزالتها.
 
إلى جانب الأفرقة العاملة وفرقة العمل، يمكن إنشاء أفرقة عمل وفرق توجيهية أخرى لمدة محدودة أو لمدة أطول لبحث مسألة أو موضوع محدد. ولعل أحد الأمثلة لذلك هو فرقة العمل المعنية بالبيانات ودعم السيناريوهات وتحليل المناخ وتأثيراته.

## الأصول والأهداف

متوسط توقعات النموذج المناخي AR5 للفريق الحكومي الدولي المعني بتغير المناخ للفترة 2081-2100 مقارنة بالفترة 1986-2005، في ظل سيناريوهات الانبعاثات المنخفضة والمرتفعة

انبثقت الهيئة الحكومية الدولية المعنية بتغير المناخ عن الهيئة العلمية الدولية. أنشأ المجلس الدولي للعلوم وبرنامج الأمم المتحدة للبيئة (يو إن إي بي) والمنظمة العالمية للأرصاد الجوية (دبليو إم أو)، المجموعة الاستشارية للغازات الدفيئة في عام 1985، لتقديم توصيات تستند إلى الأبحاث الراهنة. افتقرت هذه المجموعة الصغيرة من العلماء إلى الموارد اللازمة لتغطية الطبيعة متعددة التخصصات متزايدة التعقيد لعلوم المناخ. أرادت وكالة حماية البيئة الأمريكية ووزارة خارجية الولايات المتحدة إبرام اتفاقية دولية للاتفاق على القيود المفروضة على الغازات الدفيئة، إذ شعرت إدارة ريغان المحافظة بالقلق حول تأثير العلماء المستقلين غير المقيد أو هيئات الأمم المتحدة، بما في ذلك برنامج الأمم المتحدة للبيئة والمنظمة العالمية للأرصاد الجوية. تُعد حكومة الولايات المتحدة القوة الرئيسية في تشكيل الهيئة الحكومية الدولية المعنية بتغير المناخ بصفتها هيئة حكومية دولية مستقلة ذاتيًا، شارك فيها العلماء بصفتهم خبراء في العلوم وممثلين رسميين لحكوماتهم، لإنتاج تقارير حظيت بدعم قوي من جميع العلماء البارزين الذين يقومون بالبحث في جميع أنحاء العالم حول هذا الموضوع الذي كان لا بد له من الحصول على اتفاق بتوافق الآراء من كل واحدة من الحكومات المشاركة. شُكلت الهيئة الحكومية الدولية المعنية بتغير المناخ بهذه الطريقة، بصفتها خليطًا بين هيئة علمية ومنظمة سياسية حكومية دولية.

أقرت الأمم المتحدة رسميًا إنشاء الهيئة الحكومية الدولية المعنية بتغير المناخ في عام 1988. من بين الأسباب التي ذكرتها الأمم المتحدة في قرارها:
«يمكن لبعض الأنشطة البشرية أن تغير أنماط المناخ العالمي، وتهدد الأجيال الحالية والمقبلة بعواقب اقتصادية واجتماعية قاسية محتملة»
«يمكن أن يؤدي ارتفاع تراكيز «الغازات الدفيئة» المتواصل في الغلاف الجوي إلى الاحتباس الحراري مع ارتفاع مستويات سطح البحر في النهاية، والتي قد تكون آثارها كارثية على البشرية إن لم تُتخذ خطوات معينة في الوقت المناسب على جميع المستويات».
كُلفت الهيئة الحكومية الدولية المعنية بتغير المناخ بمراجعة المؤلفات العلمية التي استعرضها النظراء، بالإضافة إلى المنشورات الأخرى المتعلقة بالموضوع، وذلك لتقديم معلومات عن حالة المعرفة المتعلقة بتغير المناخ.

## المنظمة
لا تُعِدّ الهيئة الحكومية الدولية المعنية بتغير المناخ أبحاثًا بنفسها، بل تنتج تقييمات شاملة وتقارير حول مواضيع خاصة ومنهجيات معينة. تستند التقييمات إلى التقارير السابقة، مُسلطةً الضوء على أحدث المعارف المتوفرة. على سبيل المثال، تعكس صياغة التقارير من الدليل الأول وحتى الخامس دليلًا متزايدًا على تغير المناخ الناتج عن النشاط البشري.
تبنت الهيئة الحكومية الدولية المعنية بتغير المناخ «المبادئ التي تحكم عمل الهيئة الحكومية الدولية المعنية بتغير المناخ» ونشرتها، وهي تنص على أن الهيئة الحكومية الدولية المعنية بتغير المناخ ستقيّم:
- خطر تغير المناخ الناجم عن الإنسان.
- تبعات الاحترار العالمي المحتملة.
- الخيارات الممكنة للتخفيف من آثار تغير المناخ.

تنص هذه الوثيقة أيضًا على أن الهيئة الحكومية الدولية المعنية بتغير المناخ ستنجز هذا العمل من خلال إجراء تقييم «على أساس شامل، وموضوعي، ومنفتح، وشفاف للمعلومات العلمية والتقنية والاجتماعية الاقتصادية ذات الصلة بفهم الأساس العلمي» لهذه الموضوعات. تنص المبادئ أيضًا على أن «تقارير الهيئة الحكومية الدولية المعنية بتغير المناخ يجب أن تكون محايدة في ما يتعلق بالمواضيع السياسية، على الرغم من أنها قد تحتاج إلى التعامل بشكل موضوعي مع العوامل العلمية والتقنية والاجتماعية والاقتصادية ذات الصلة بتطبيق سياسات معينة».
عُيّن الاقتصادي الكوري هوسانغ ليي رئيسًا الهيئة الحكومية الدولية المعنية بتغير المناخ منذ 8 أكتوبر عام 2015، بناءً على انتخابات مكتب الهيئة الحكومية الدولية المعنية بتغير المناخ الجديد. قبل هذه الانتخابات، ترأس الهيئة الحكومية الدولية المعنية بتغير المناخ نائب الرئيس إسماعيل الجيزولي، الذي عُين رئيسًا بالنيابة عن راجيندرا كي. باتشوري بعد استقالته في فبراير عام 2015. الرؤساء السابقون للجنة هم راجيندرا كي. باتشوري، الذي انتُخب في مايو 2002، وروبرت واتسون في عام 1997، وبيرت بولين في عام 1988. يساعد الرئيسَ مكتبٌ منتخَب، يضم نواب الرئيس ومجموعة من الرؤساء المشاركين للفريق العامل، وأمانة مركزية.
يتكون الفريق نفسه من ممثلين تعينهم الحكومات، وتُشجَّع مشاركة المندوبين ذوي الخبرة المناسبة. تُعقد الجلسات العامة للهيئة الحكومية الدولية المعنية بتغير المناخ وفريق عمل الهيئة الحكومية الدولية المعنية بتغير المناخ على مستوى ممثلي الحكومات. قد تحضر أيضًا المنظمات غير الحكومية والمنظمات الحكومية الدولية المقبولة بصفتها منظمات مراقبة. إن حضور جلسات فريق الهيئة الحكومية الدولية المعنية بتغير المناخ وحلقات العمل واجتماعات الخبراء والمؤلفين الرئيسيين يكون بناءً على دعوة فقط. حضر نحو 500 شخص من 130 دولةً الجلسة الثامنة والأربعين للجنة في إنتشون، في جمهورية كوريا، في أكتوبر عام 2018، بمن فيهم 290 مسؤولًا حكوميًا و60 ممثلًا عن المنظمات المراقبة. تكون الاحتفالات الافتتاحية لجلسات الفريق واجتماعات المؤسسين الرئيسيين مفتوحة أمام وسائل الإعلام، إلا أن اجتماعات فريق الهيئة الحكومية الدولية المعنية بتغير المناخ تبقى مغلقة.
هناك عدة مجموعات رئيسية:
- فريق الهيئة الحكومية الدولية المعنية بتغير المناخ: يعقد جلسة عامة مرة واحدة في السنة تقريبًا. وهو يتحكم في هيكل المنظمة وإجراءاتها وبرنامج عملها، ويقبل تقارير الهيئة الحكومية الدولية المعنية بتغير المناخ ويوافق عليها. يُعد الفريقُ الكيانَ المؤسسي للهيئة الحكومية الدولية المعنية بتغير المناخ.[9]
- الرئيس: ينتخبه الفريق.
- الأمانة المركزية: تشرف على جميع الأنشطة وتديرها. يدعمها كل من برنامج الأمم المتحدة للبيئة والمنظمة العالمية للأرصاد الجوية.
- المكتب: ينتخبه الفريق، ويرأسه الرئيس. يتألف من 34 عضوًا من بينهم نواب رئيس الهيئة الحكومية الدولية المعنية بتغير المناخ، والرؤساء المشاركين للأفرقة العاملة وفرقة العمل، ونواب رؤساء الأفرقة العاملة. يقدم إرشادات للفريق بشأن الجوانب العلمية والتقنية لعمله.[10]
- أفرقة العمل: تمتلك كل منها رئيسان مشاركان، أحدهما من البلدان المتقدمة والآخر من العالم النامي، ووحدة دعم فني. تعتمد جلسات الفريق العامل ملخصًا مُعدًا من قبل واضعي السياسات حول التقارير الخاصة ومساهمات الفريق العامل في تقرير التقييم. يمتلك كل فريق عامل مكتبًا يضم رؤساءها المشاركين ونوابهم، وهم أيضًا أعضاء في مكتب الهيئة الحكومية الدولية المعنية بتغير المناخ.
  - الفريق العامل الأول: يقيّم الجوانب العلمية لنظام المناخ وتغير المناخ. الرئيسان المشاركان: فاليري ماسون ديلموت وبانماو تشاي.[11]
  - الفريق العامل الثاني: يقيّم مدى تعرض النظم الاجتماعية والاقتصادية والطبيعية لتغير المناخ، والنتائج، وخيارات التكيف. الرئيسان المشاركان: هانز أوتو بورتنر وديبرا روبرتس.
  - الفريق العامل الثالث: يقيّم خيارات الحد من انبعاثات الغازات الدفيئة والتخفيف من تغير المناخ بطريقة أخرى. الرئيسان المشاركان: بريادارشي ر. شوكلا وجيم سكا.
- فرقة العمل المعنية بقوائم الجرد الوطنية للغازات الدفيئة. الرئيسان المشاركان: كيوتو تانابي وإدواردو كالفو بوينديا.
  - مكتب فرقة العمل: يضم الرئيسين المشاركين، وهما أيضًا عضوان في مكتب الهيئة الحكومية الدولية المعنية بتغير المناخ، بالإضافة إلى اثني عشر عضوًا.
- اللجنة التنفيذية: تضم الرئيس ونواب الهيئة الحكومية الدولية المعنية بتغير المناخ والرؤساء المشاركين للأفرقة العاملة وفرقة العمل. يشمل دورها معالجة القضايا الملحة التي تنشأ بين اجتماعات الفريق.

تتلقى الهيئة الحكومية الدولية المعنية بتغير المناخ التمويل من الصندوق الاستئماني الخاص بها، الذي أنشأه برنامج الأمم المتحدة للبيئة (يونيب) والمنظمة العالمية للأرصاد الجوية في عام 1989، وتوفر المنظمة العالمية للأرصاد الجوية تكاليف أمين اللجنة وإسكان الأمانة المركزية، بينما يتحمل برنامج الأمم المتحدة للبيئة تكلفة نائب الأمين. تقدم المنظمة العالمية للأرصاد الجوية واليونيب وأعضاء الهيئة الحكومية الدولية المعنية بتغير المناخ مساهمات نقدية سنوية إلى الصندوق الاستئماني. تُعد المدفوعات وحجمها أمرًا طوعيًا. الفريق مسؤول عن النظر في الميزانية السنوية واعتمادها بتوافق الآراء. المنظمة ملزمة بالامتثال للنظام المالي وقواعد المنظمة العالمية للأرصاد الجوية المالية.

## إضعاف التقريرات

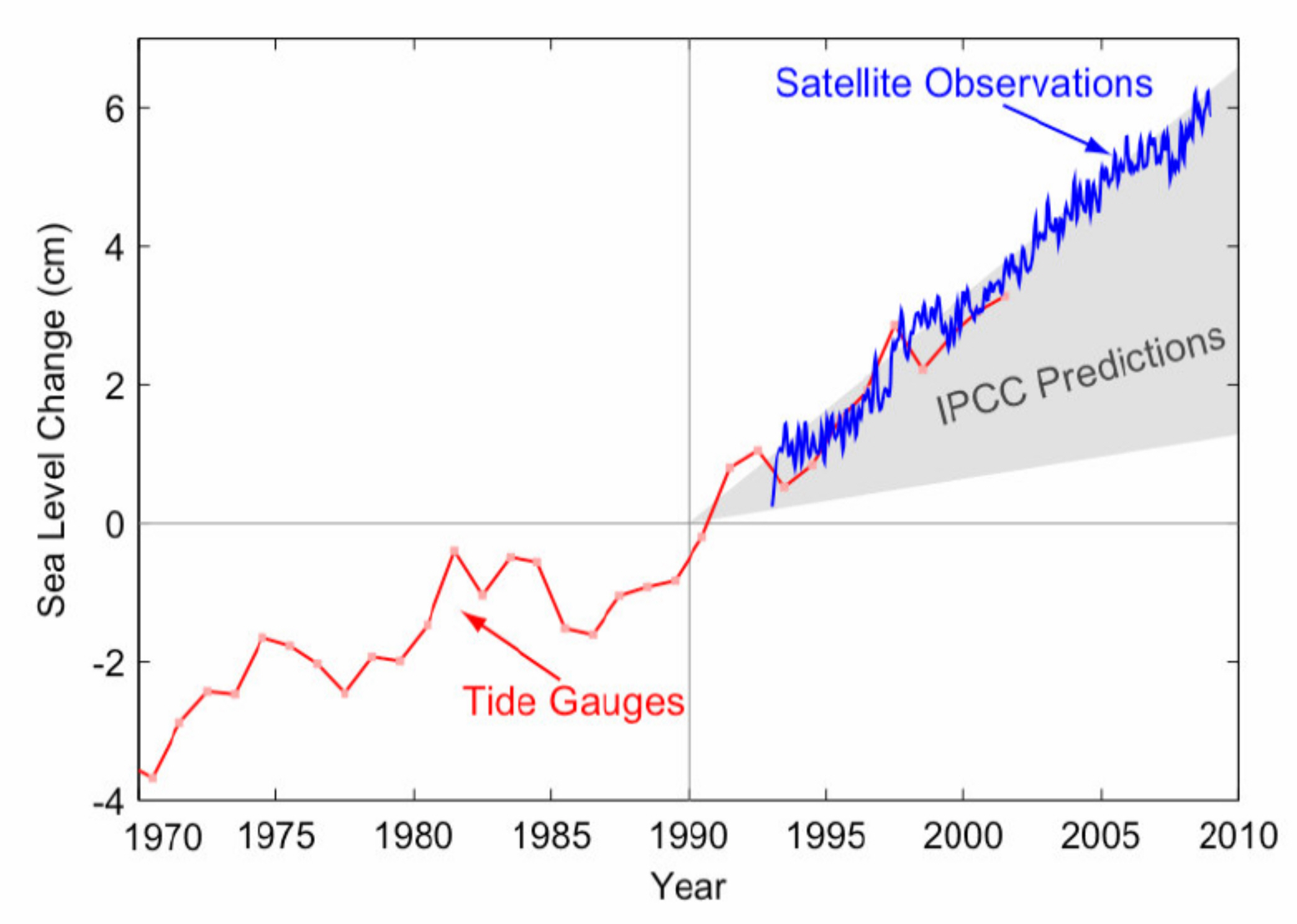
مقارنة الارتفاع المقاس لمستوى سطح البحر بين عامي 1970 و 2010 مع توقعات الهيئة الحكومية الدولية المعنية بتغير المناخ منذ عام 1990: الواقع يقع في النهاية العليا لسيناريوهات الهيئة الحكومية الدولية المعنية بتغير المناخ في ذلك الوقت..

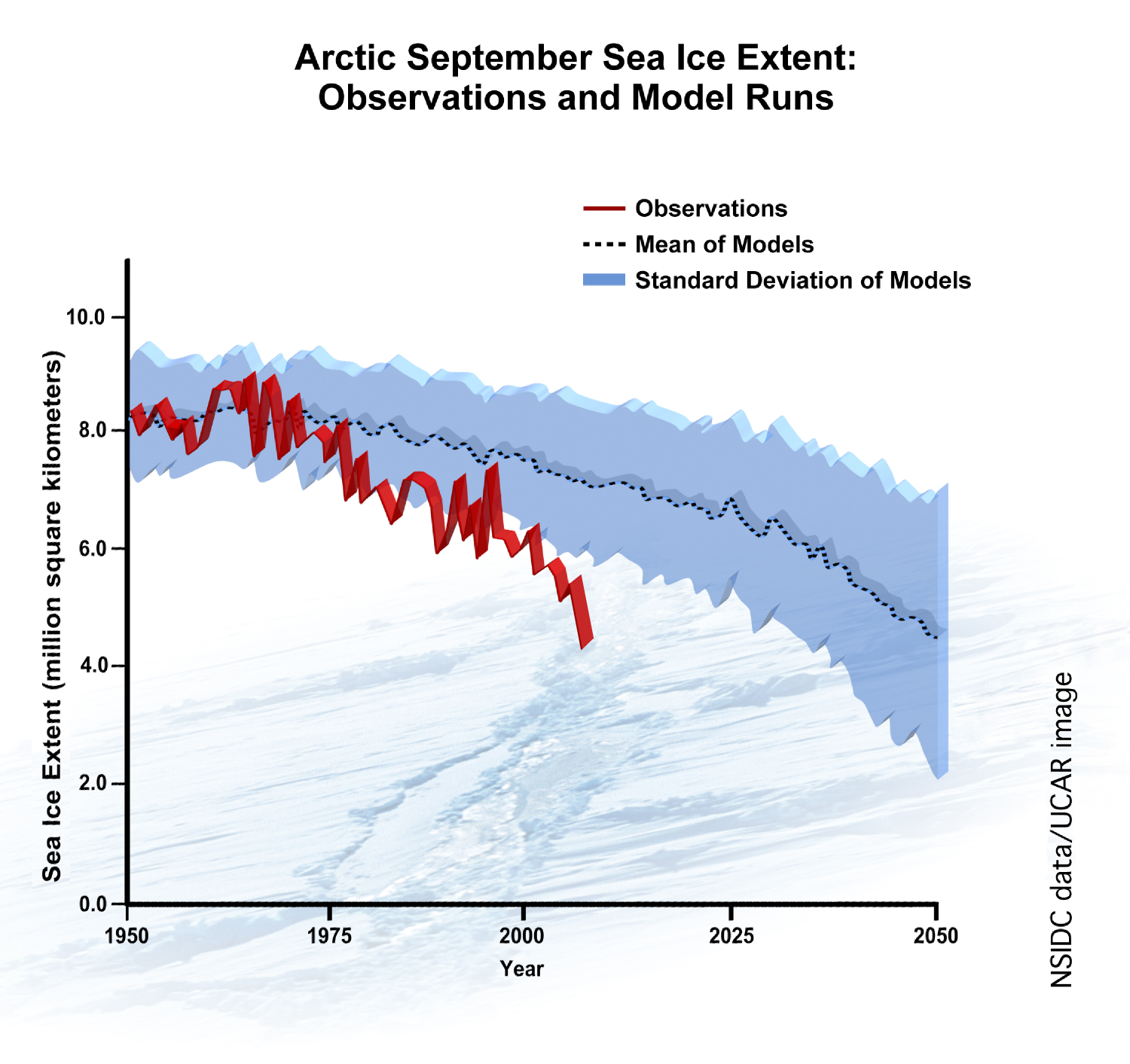
يذوب الجليد البحري في القطب الشمالي بشكل أسرع من جميع النماذج المناخية التي استند إليها تقرير التقييم الرابع للهيئة الحكومية الدولية المعنية بتغير المناخ لعام 2007.

الشكلان المرافقان يؤتيان بنتائج القياسات العملية لذوبان الجلي في القطبين الشمالي والجنوبي وكذلك ارتفاع سطح البحار حتى عام 2010، وهي تير إلى عواقب كارثية على المناخ العالمي. ورغم ذلك تتصارع بلاد الدنيا في مواضيع الاقتصاد والنتاج من دون الاهتمام بالعمل اللازم لحماية الحياة على الأرض.
تضارب المصالح على سبيل المثال تم تناولها بسبب التأثير السياسي على الملخصات الخاصة بالسياسيين. فيما يتعلق بتقرير الحالة الرابع، على سبيل المثال، أصبح معروفًا أن بعض الحكومات (بما في ذلك الولايات المتحدة والصين) قد دفعت إلى إضعاف كبير  لمسودة التقرير المقدم من العلماء أثناء التقييم. في جميع الأحوال، تم تخفيف الأقوال. على سبيل المثال، فإن عبارة "من المرجح جدًا أن تزداد التأثيرات بسبب زيادة تواتر وشدة الظواهر الجوية المتطرفة [ثقة عالية]" التي اقترحها العلماء، والتي تم إضعافها إلى "التأثيرات بسبب الترددات المتغيرة وشدة الطقس المتطرف والمناخ والبحر من المرجح جدًا أن تتغير أحداث المستوى ".
نشر مركز الأبحاث الأسترالية Breakthrough - National Centre for Climate Restoration (BNCCR) تقريره المحدث What Lies Beneath في عام 2018، مشيرًا إلى العواقب الوخيمة المحتملة لارتفاع درجات الحرارة بمقدار 4 درجات مئوية أو أكثر، نقلاً عن تصريحات كيفن أندرسون. علاوة على ذلك، يُذكر أن الهيئة الحكومية الدولية المعنية بتغير المناخ، تحت ضغط من المصالح السياسية والاقتصادية، قيمت تغير المناخ بشكل متحفظ وقللت من أهمية المخاطر الرئيسية. بدلاً من ذلك، يمثل تغير المناخ الناتج عن الأنشطة البشرية تهديدًا وجوديًا مباشرًا للبشرية ؛ تدابير الحماية في حالات الطوارئ ضرورية لمواجهة هذا التهديد بشكل مناسب. يجب أن تعيد السياسة المناخية الدولية توجيه البحوث المناخية من وجهة نظر إدارة المخاطر.
التوصية الخاصة بالنظام الغذائي النباتي، والتي كانت لا تزال واردة في الجزء الرئيسي من تقرير التقييم السادس  والتي كانت موجودة في الأصل أيضًا في التقرير التجميعي، تم استبدالها في عام 2023 بسبب تدخلات من الأرجنتين والبرازيل بصيغة: لم يتضمن أي بيان حول الحاجة إلى تقليل استهلاك اللحوم.

## اقرأ أيضاً
- مؤتمر الأمم المتحدة للتغير المناخي 2016
- اتفاقية كوبنهاغن

## وصلات خارجية
- الموقع الرسمي